# LibreOffice Impress
LibreOffice Impress és el programa de presentacions, de codi obert, del paquet ofimàtic LibreOffice. És una nova branca del projecte d'OpenOffice.org Impress. Impress un programa de presentacions similar a Microsoft PowerPoint.
Com en tot el paquet de LibreOffice, es pot utilitzar en una varietat de plataformes, incloent Microsoft Windows, Linux i Macintosh.